# Chapelle Saint-Guen de Saint-Tugdual
La Chapelle Saint-Guen est située  au lieu-dit Saint-Guen, à Saint-Tugdual dans le Morbihan.

## Historique
La chapelle Saint-Guen est construite en 1540. Ses commanditaires sont des seigneurs locaux : les seigneurs de Kerminisy, Kersallic et Restergant.
La Chapelle Saint-Guen et son ossuaire font l’objet d’une inscription au titre des monuments historiques depuis le 5 juillet 1927.
Elle a été en grande partie détruite dans la nuit du 29 au 30 janvier 2006 par un couple de deux jeunes gens qui s’adonnaient à des rites sataniques., alors que sa restauration s'achevait,. 
Grâce à de nombreux dons, la reconstruction fut décidée immédiatement et en septembre 2008, lors du pardon, pour fêter la fin de la reconstruction, la chapelle retrouva de nouveaux vitraux.

## Architecture
Elle est construite en forme de croix latine proche du tau grec. Elle arbore un clocheton carré élancé auquel on accède par un escalier qui longe le rampant Sud de la toiture.

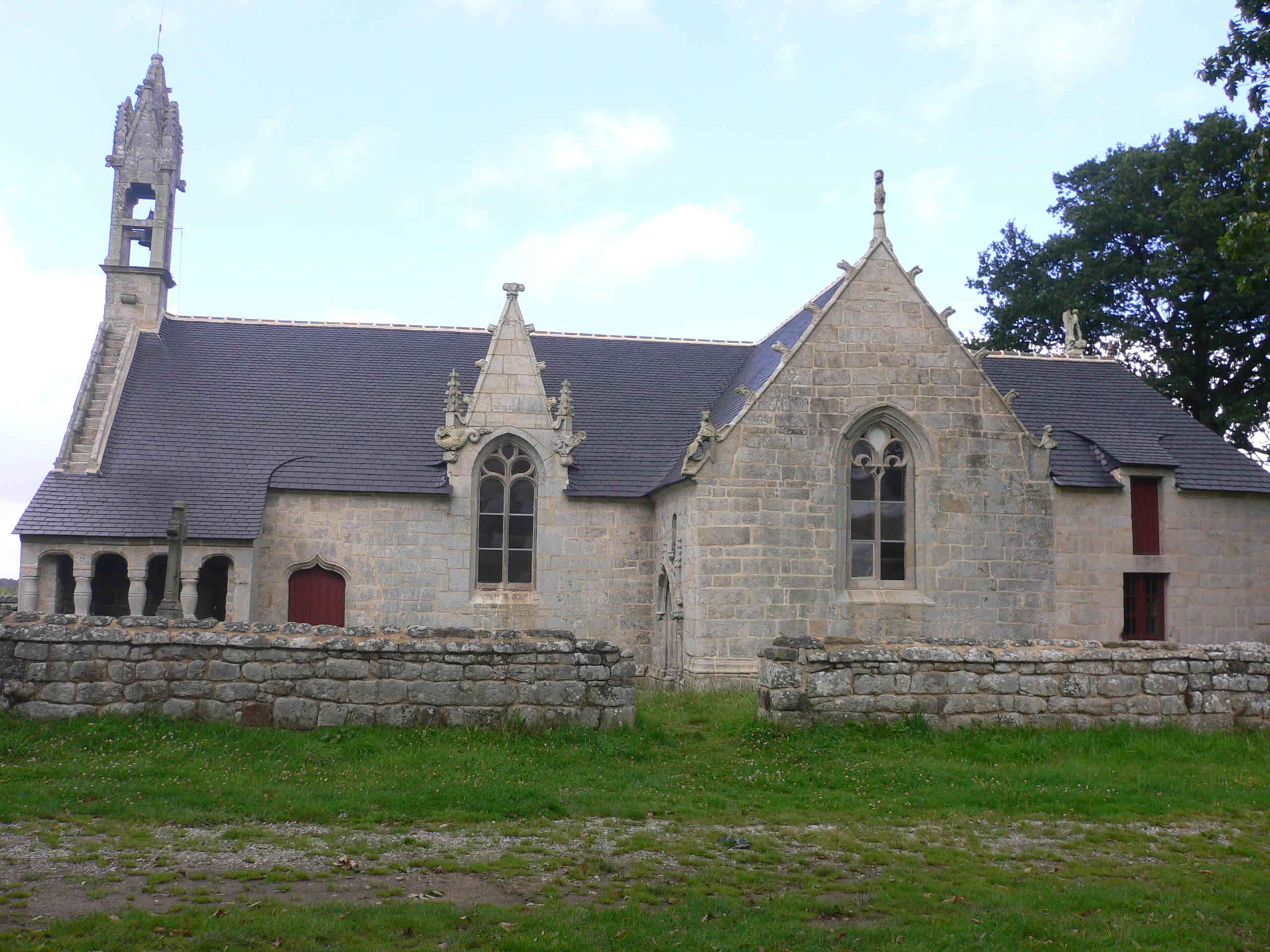
Façade sud de la chapelle.
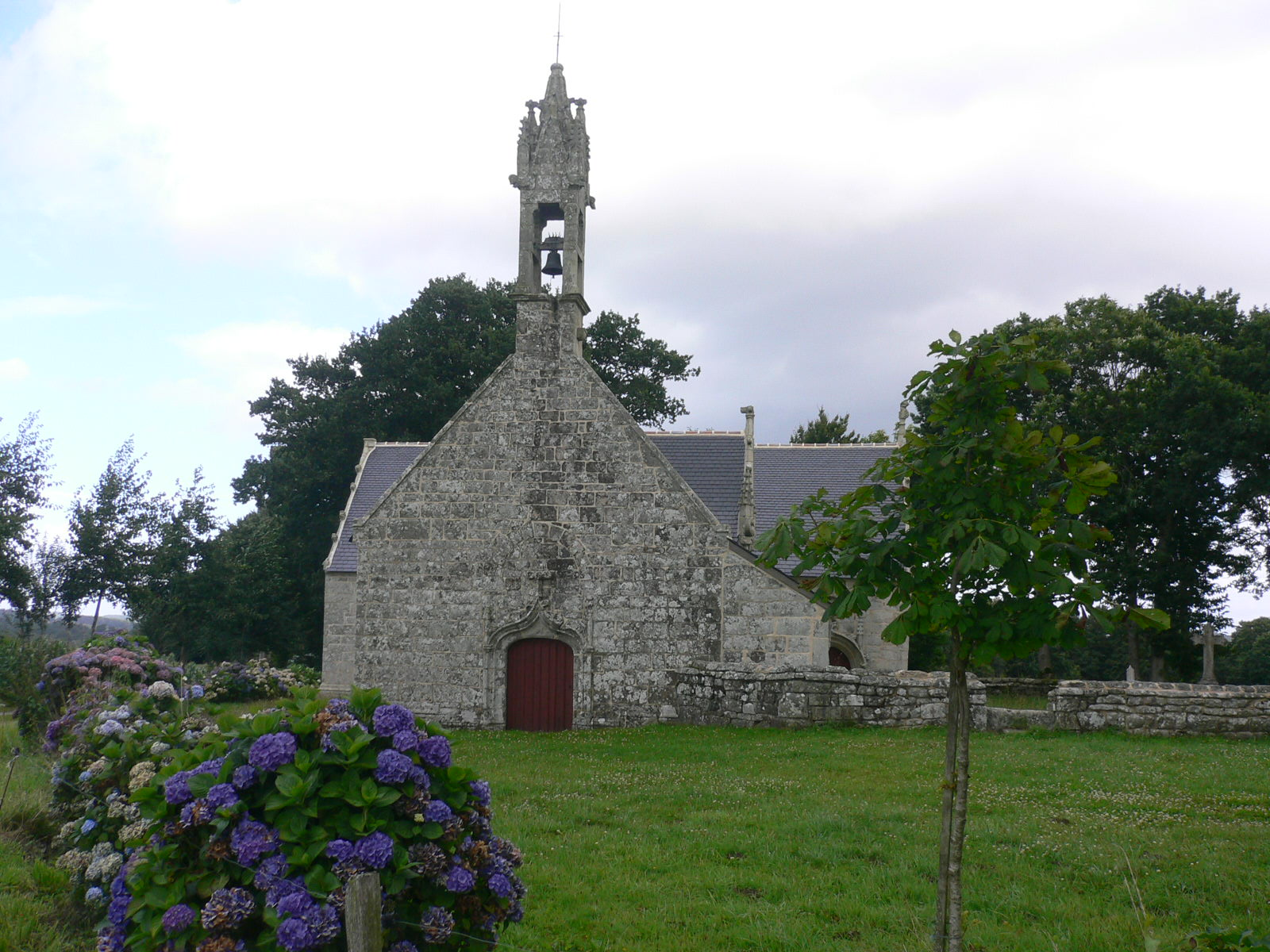
Pignon ouest de la chapelle.

## Le Pardon
Le photographe Philippe Tassier a pris plusieurs clichés du pardon de la chapelle Saint-Guen vers 1911:

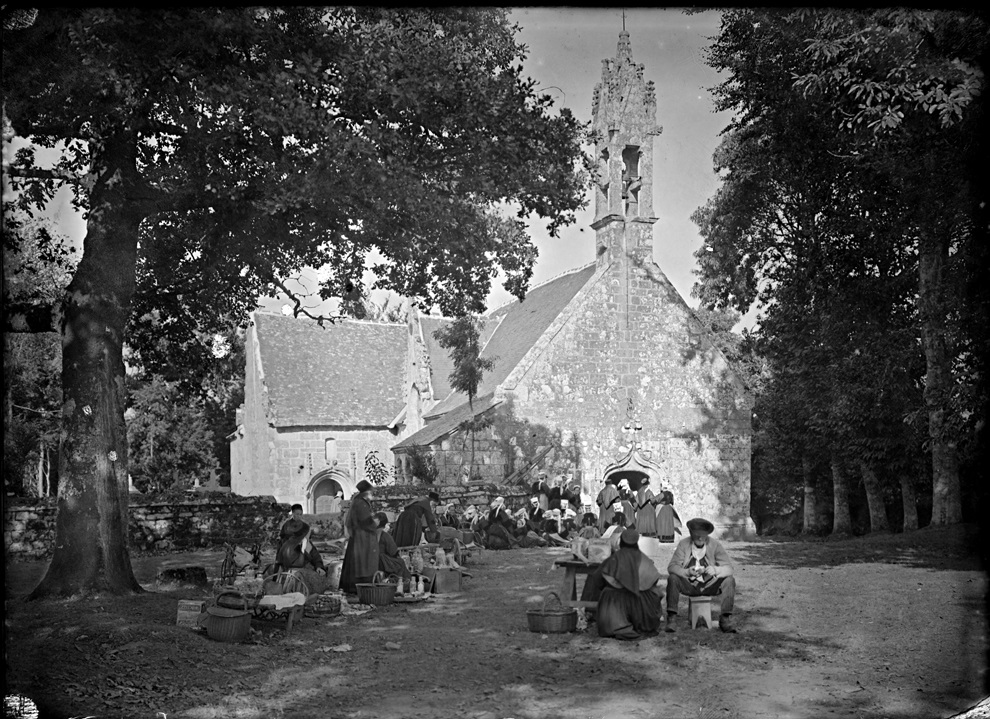
Pendant l'office précédent le pardon.
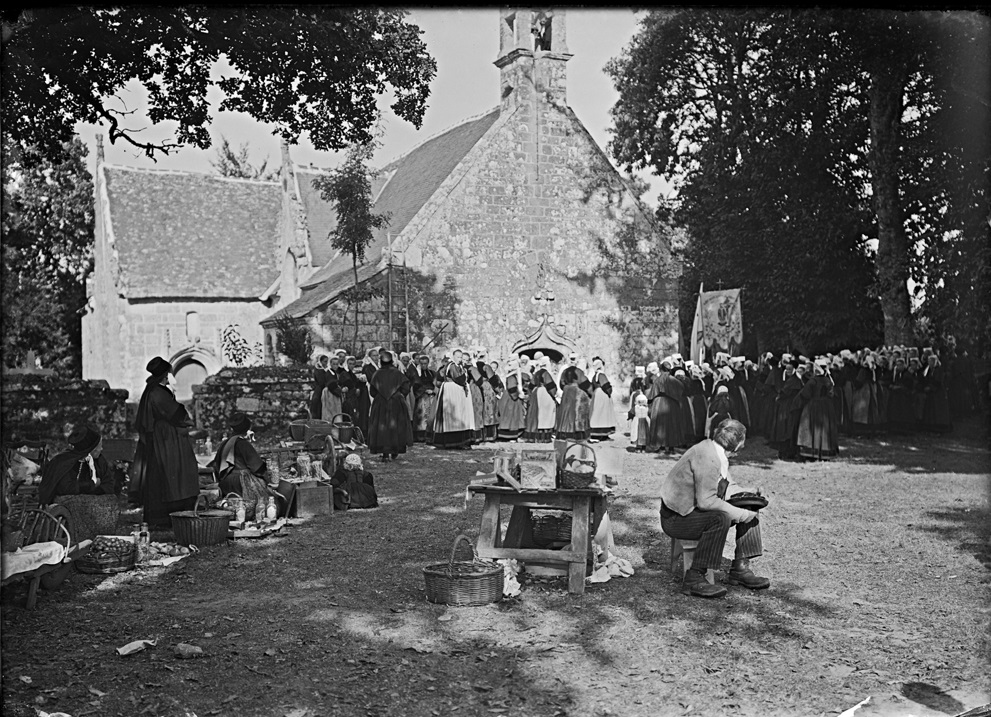
Procession sortant de la chapelle.
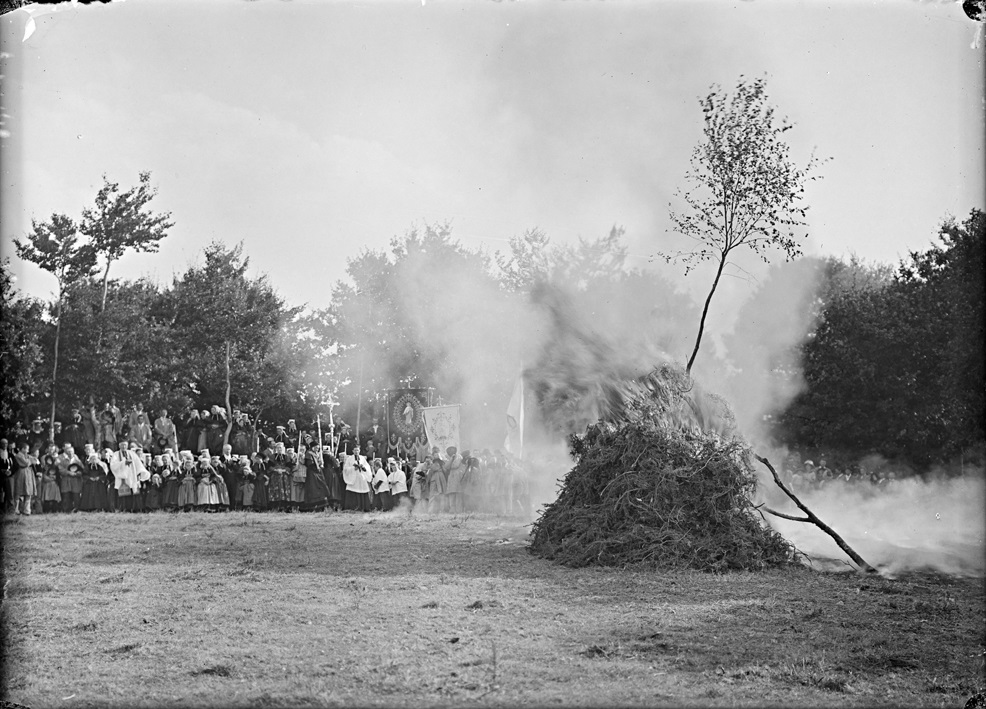
Feux du pardon.
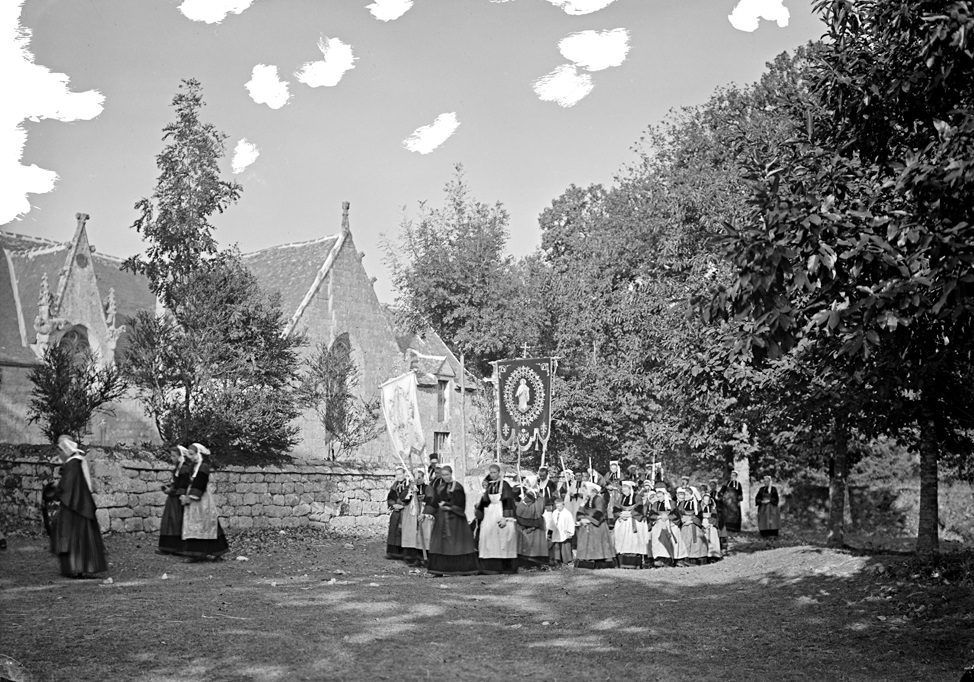
Retour de la procession.